# John Logan
John David Logan (født 24. september 1961) er en amerikansk manuskriptforfatter og filmproducer. To gange har Logan været nomineret til en Oscar for bedste originale manuskript, først for Gladiator i 2001 og så for The Aviator i 2005.

## Udvalgt filmografi
- Any Given Sunday (1999)
- Gladiator (2000)
- The Time Machine (2002), også co-producer
- Star Trek: Nemesis (2002)
- The Aviator (2004)
- Sweeney Todd: Den djævelske barber fra Fleet Street (2007), også producer